# Compost Records
Compost Records est le nom d'un label indépendant munichois qui fut fondé en 1994 par Michael Reinboth. Le label est connu pour ses sorties mélangeant electro, trip hop et nu jazz. Par sa variété et grâce à un grand réseau d'écoute, Compost atteint vite un respect international. Ainsi il est reconnu pour sa politique de marque, pour la musique produite, pour la philosophie de design et de vie et pour ses artistes.
À côté de beaucoup d'albums et de publications de remix, le répertoire musical de Compost Records emmagasine beaucoup de compilations comme les Future Sounds of Jazz – Vol. 1–10, Glücklich - Vol. 1–5 ou bien encore l' Ennio Morricone Remix Project.

## Artistes
- Alif Tree
- Eddy Meets Yannah
- Ben Mono
- Beanfield
- Fauna Flash
- Florian Keller
- Felix Laband
- General Electrics
- Jay Shepheard
- Karma
- Koop
- Kyoto Jazz Massive (en)
- Marbert Rocel
- Marsmobil
- Minus 8
- Muallem
- Nova Dream Sequence
- Rainer Trüby
- Shahrokh SoundofK
- Soil & Pimp
- Syrup
- Trüby Trio (en)
- Voom:Voom (en)
- Wei Chi

## Collaborations
Avec le label Jazzanova Records label fondé par Jazzanova.

Avec le label Drumpoet Community géré par Alex Dallas et Ron Shiller. 

## Sous-division
- Compose Records
- Angora Steel

## Liens
- (en) Compost Records sur Discogs
- Compost Records sur Myspace
- Site officiel